# Bill & Teds verrückte Reise durch die Zeit
Bill & Teds verrückte Reise durch die Zeit (Originaltitel: Bill & Ted’s Excellent Adventure) ist eine Science-Fiction-Komödie von Stephen Herek aus dem Jahr 1989. Der Film basiert auf der Idee von Zeitreisen.

## Handlung
Im Jahr 1988 haben Bill und Ted in San Dimas ein Problem: Ihr Geschichtslehrer Mr. Ryan hat ihnen ein Referat aufgegeben, in dem Personen der Weltgeschichte ihre Meinung über San Dimas äußern sollen. Wenn sie ihre Geschichtsprüfung nicht bestehen können und dadurch ihren Schulabschluss nicht schaffen, soll Ted von seinem Vater auf eine Militärakademie nach Alaska geschickt werden und die Band „Wyld Stallyns“ (dt. Wilde Hengste) der beiden Teenager müsste sich auflösen. Ein Zeitreisender aus der Zukunft namens Rufus stellt ihnen eine Zeitmaschine in Form einer Telefonzelle zur Verfügung, weil sie später mit ihrer Band und der Musik seine Welt zum Besseren wenden werden. Das geht aber nur, wenn die beiden weiter zusammenbleiben können.
1805 in Österreich erleben sie den Einmarsch der Franzosen mit, von wo sie Napoleon mitbringen. Diesen liefern sie zu Hause bei Teds kleinem Bruder Deacon ab, der auf ihn aufpassen soll, während Bill und Ted für ihr Referat weitere Personen aus der Geschichte holen wollen.
In New Mexico 1879 treffen Bill und Ted in einer Bar auf Billy the Kid. Sie retten ihm dort bei einer Prügelei das Leben und nehmen ihn auf ihrer Flucht mit ins antike Griechenland im Jahr 410 vor Christus. Dort begegnen sie Sokrates. Mit beiden reisen Bill und Ted weiter in das England des Mittelalters. Hier begegnen sie den schönen Prinzessinnen Elizabeth und Joanna, müssen aber ohne sie überstürzt aufbrechen, nachdem sie mit Hilfe von Billy the Kid und Sokrates nur knapp einer Hinrichtung auf dem Schafott entkommen sind. Ihre Flucht führt die Vier zum Hauptquartier der Zeitreisenden, die Rufus zu Bill und Ted entsandt hatten. Unterdessen besucht Napoleon mit Deacon ein Eiscafé und zeigt sich vom modernen Leben sichtlich irritiert.
Bill und Ted reisen mit Billy the Kid und Sokrates weiter nach Wien ins Jahr 1901, um Sigmund Freud auf ihre weitere Zeitreise nach Kassel ins Jahr 1810 mitzunehmen, wo sie Ludwig van Beethoven treffen. Mit ihm zusammen macht sich die Gruppe auf den Weg nach Orléans im Jahr 1429, von wo sie mit Jeanne d’Arc in die Mongolei im Jahr 1209 aufbrechen. Zusammen mit Dschingis Khan setzen sie ihre Reise in Washington im Jahr 1863 fort, wo sie im Weißen Haus auf Abraham Lincoln treffen. Aufgrund eines Defekts an der Antenne ihrer Zeitmaschine landet die Gruppe zwar in San Dimas am gewünschten Ort, jedoch nicht zur richtigen Zeit. Es verschlägt sie ins Jahr 1 Million vor Christus. Nachdem sie die Antenne repariert haben, kehren sie in die Gegenwart, das Amerika der 1980er Jahre, zurück.
Dort müssen Bill und Ted erfahren, dass Deacon seinen Schützling Napoleon bei einem Bowlingabend verloren hat. Sie suchen nach Napoleon und werden in einem Freizeitbad fündig. Unterdessen richten die historischen Gestalten in einem Einkaufszentrum ein Riesenchaos an, woraufhin sie von der Polizei, allen voran von Teds Vater Captain Logan, verhaftet und in der Polizeiwache eingesperrt werden. Es gelingt Bill und Ted, die historischen Persönlichkeiten zu befreien. Ihr Vortrag mit ihnen wird ein Riesenerfolg, und sie bestehen die Prüfung und können weiter zusammen in ihrer Band spielen.
Rufus besucht die beiden und bringt ihnen die beiden Prinzessinnen Elizabeth und Joanna aus England mit, die in ihre Band einsteigen. Schließlich sehen die beiden ein, dass sie zunächst lernen müssen, Gitarre zu spielen, um den Rockstar Eddie van Halen für ihre Band gewinnen zu können.

## Hintergrund
Der Film wurde in Phoenix, Tempe, Scottsdale, Flagstaff, Mesa sowie im Coconino National Forest gedreht. Weitere Aufnahmen entstanden in San Dimas, wo zugleich die Handlung des Films angesiedelt ist. Ebenso wurde in Rom gedreht. Die Dreharbeiten begannen am 9. Februar 1987 und endeten im Mai 1987. Das Budget des Films wird auf etwa 10 Millionen US-Dollar geschätzt. Aufgrund des Bankrotts der De Laurentiis Entertainment Group konnte der Film jedoch nicht vor 1988 veröffentlicht werden, bis die Rechte von Nelson Entertainment erworben wurden. Aufgrund dieser verspäteten Veröffentlichung mussten einige Daten sowie die Synchronisation im Film im Nachhinein geändert werden. Das Urheberrechts-Datum des Films ist 1988, dies ist auch auf dem DVD-Cover sichtbar. Auf dem Cover der britischen VHS-Veröffentlichung durch BMG Entertainment International U.K., die 1997 erschien, sind neben den beiden Hauptdarstellern zudem die beiden Prinzessinnen zu sehen. Diese Darstellung ist der gelöschten Szene des Highschool Proms entnommen, welche gegen Ende des Films hätte zu sehen sein sollen.
Der Film feierte seine Weltpremiere in den USA am 17. Februar 1989. Ab dem 15. Juni 1989 war der Film in Deutschland zu sehen. In den USA konnten knapp 40,5 Millionen US-Dollar eingespielt werden. Am 15. September 2006 wurde der Film in Deutschland von Studiocanal mit einer FSK-6-Freigabe veröffentlicht.
Ursprünglich sprach Alex Winter für die Rolle des Ted vor, während Keanu Reeves für die Rolle des Bill vorsprach. Letztlich wurde an sie die jeweils andere Rolle vergeben.
Im ursprünglichen Drehbuch war ein Chevrolet Van aus dem Jahr 1969 als Zeitmaschine vorgesehen. Aufgrund der Ähnlichkeit zu dem 1985 erschienenen Film Zurück in die Zukunft wurde diese Idee jedoch verworfen. Stattdessen wurde eine Telefonzelle als Zeitmaschine genutzt, wie dies bereits in ähnlicher Form, als Notrufzelle, in der Fernsehserie Doctor Who der Fall war.
Die Art, auf die Bill und Ted vor dem Schafott gerettet werden, ist eine referenzielle Parallele zum Film Die drei Musketiere, in dem D’Artagnan auf dieselbe Art gerettet wurde. In beiden Filmen führte Stephen Herek Regie.
Die Darstellung der Kampfhandlungen der Truppen Napoleons ist aus dem 1956 erschienenen Film Krieg und Frieden entnommen worden. Abraham Lincolns finale Rede ist eine humoristische Paraphrase seiner historischen Gettysburg Address.
Beim Gitarrensolo von Rufus am Ende des Films sind die Hände des Musikers Stevie Salas beim Spielen als Körperdouble zu sehen. Im Film sprechen Bill und Ted mehrfach davon, dass sie Edward Van Halen für ihre Band gewinnen wollen. Dieser äußerte sich mit einem Augenzwinkern, dass er ihrer Band beigetreten wäre, wenn er gefragt worden wäre. Ted trägt im Film das Cover der Van-Halen-Single Why Can’t This Be Love von 1986 als Brustaufdruck auf einem weißen T-Shirt unter einer schwarzen Weste.

## Synchronisation
Diverse Anspielungen auf Popkultur erschwerten die Synchronisation ins Deutsche. So ist Bill und Teds Begeisterung für Eiserne Jungfrauen dadurch zu erklären, dass sie den englischen Begriff Iron Maiden nur als den Namen einer Metalband kennen. Auch der Sinnspruch „All we are is Dust in the Wind“, mit dem das Duo den Philosophen Sokrates von sich überzeugt, ist in der deutschen Version nicht mehr als der Titel des Liedes der Rockgruppe Kansas zu erkennen.
Als Ted von seinem Geschichtslehrer nach Jeanne d’Arc (Joan of Arc) gefragt wird, mutmaßt er, dass sie Noahs Frau sein könnte, da „Arc“ im Englischen wie „ark“ (Arche) klingt. Dieser Wortwitz konnte ebenso nicht ins Deutsche gerettet werden; die Übersetzung begnügt sich damit, einen Zusammenhang zwischen Hannibal und Fußball herzustellen. Somit wird Jeanne d’Arc in der deutschen Fassung nicht erwähnt, bevor sie sie im Laufe der Geschichte persönlich treffen.
In einigen Fällen gelang die Übertragung jedoch in die deutsche Sprache, beispielsweise beim Ausspruch „Heavy Metal“ (dt. schweres Metall), den Bill und Ted äußern, als sie im Mittelalter in Ritterrüstungen umherstolpern. Zudem wurde einiges hinzugefügt: Als Napoleon einen Eisbecher probiert, sagt er „la glacée“ (franz. „Eis(crème)“) und Teds Bruder Deacon antwortet darauf: „Mh-hm, ist klasse!“. Im Englischen Original antwortet er lediglich „Whatever. Just eat it.“ (engl. „Was auch immer. Iss es einfach.“).
Einige Phrasen der Hauptfiguren haben insbesondere aus der deutschsprachig synchronisierten Fassung des Films Eingang in die Populärkultur gefunden, da sie im Gegensatz zu den englischen Formulierungen sehr ungewöhnlich waren. So etwa „Hoschi“ als Bezeichnung für Typ, Kerl oder als Anrede sowie die Redewendung „Volle Kanne, Hoschi!“. Verbreitet sind auch die Schreibweisen „Hoshi“, „Hoschie“ und „Hoshy“. Im englischsprachigen Original wird hier der sehr gängige Ausdruck „dude“ (dt. umgangssprachlich Alter) gebraucht.
Eine der wenigen Phrasen des Originals mit Alleinstellungscharakter wie „be excellent to each other“ (seid großartig zueinander) wurde als „bunt ist das Dasein und granatenstark“ synchronisiert. Das „Volle Kanne, Hoschi(s)!“ ist im Original lediglich ein „Party on, dudes!“, also etwa „lasst die Party steigen/weitergehen“. Generell sind in der Synchronisation lässige Formulierungen oft tendenziell witziger getroffen, beispielsweise „beim Treppenkullern aus der Rüstung gesegelt“ statt „fell out of the suit when I hit the floor“ (aus meinem Anzug gefallen, als ich auf dem Boden aufgeschlagen bin). Auch das „Na, kommen wir vom Kakerlakenscheuchen, königlicher Nasengully?“, hieß im Original platt „How’s it going, royal ugly dudes?“.
Die Übersetzung von Bill S. Preston, Esquire wurde fälschlicherweise als Bill S. Preston, Herrscher über die Sülznasen übersetzt, eher richtig wäre allerdings Bill S. Preston, der Hochwohlgeborene. Ebenso ist der Originalname von Ted „Theodore“ Logan ohne erkennbaren Bezug in das deutsche Ted, das Nashorn, Logan gewandelt worden.
| Darsteller       | Sprecher            | Rolle                |
| ---------------- | ------------------- | -------------------- |
| Keanu Reeves     | Andreas Fröhlich    | Ted Logan            |
| Robert V. Barron | Herbert Weicker     | Abraham Lincoln      |
| Alex Winter      | Charles Rettinghaus | Bill S. Preston      |
| Harry Landon Jr. | Reinhard Glemnitz   | Captain Logan        |
| Clifford David   | Klaus Guth          | Ludwig van Beethoven |
| Bernie Casey     | Leon Rainer         | Mr. Ryan             |
| Terry Camilleri  | Arne Elsholtz       | Napoleon             |
| George Carlin    | Jochen Striebeck    | Rufus                |
| Rod Loomis       | Christian Marschall | Sigmund Freud        |

## Soundtrack
Von A&M Records wurde im Februar 1989 ein Soundtrack veröffentlicht, auf dem zehn Musiktitel mit einer Gesamtspieldauer von 40:32 Minuten enthalten sind.
| Nr. | Titel                               | Interpret     |
| --- | ----------------------------------- | ------------- |
| 1.  | Play With Me                        | Extreme       |
| 2.  | The Boys and the Girls Are Doing It | Vital Signs   |
| 3.  | Not So Far Away                     | Glen Burtnick |
| 4.  | Dancing With a Gypsy                | Tora Tora     |
| 5.  | Father Time                         | Shark Island  |
| 6.  | I Can’t Break Away                  | Big Pig       |
| 7.  | Dangerous                           | Shark Island  |
| 8.  | Walk Away                           | Bricklin      |
| 9.  | In Time                             | Robbie Robb   |
| 10. | Two Heads Are Better Than One       | Power Tool    |

Die Punk-Band The Ataris veröffentlichten einen Musiktitel, der auf dem Referat von Ox Robbins basiert und den Titel San Dimas High School Football Rules! trägt, sonst jedoch keinen Bezug zum Film aufweist.

## Rezeption
Rotten Tomatoes wertete 54 Kritiken aus, von denen 44 eher positiv (fresh) und 10 eher negativ (rotten) ausgefallen waren. Dies ergab ein Tomatometer von 81 % bei einer durchschnittlichen Zuschauerbewertung von 3,8 von 5 Punkten. Metacritic wertete 16 Kritiken aus, von denen die Hälfte positiv urteilten. Die Zuschauerwertung ergab einen Metascore von 8,4 von 10 Punkten.
Nach Urteil des Lexikon des internationalen Films ist der Film eine „dummdreiste Komödie, die sich das einfältige Geschichtsverständnis ihrer Protagonisten zu eigen macht und durch ihre infantile Komik meist nervtötend wirkt.“
Die Redaktion von Cinema urteilt: „Teenie-Fantasykomödie für Vollpfosten-Fans“ mit „jede[r] Menge Chaos“. Anders ausgedrückt: „Kultiger Klamauk: irre vergnüglich.“

## Auszeichnungen
Stephen Herek wurde 1990 bei den International Fantasy-Film Awards in der Kategorie Bester Film nominiert. Jill M. Ohanneson erhielt bei den Saturn Awards 1991 eine Nominierung in der Kategorie Beste Kostüme, während der Film in der Kategorie Bester Science-Fiction-Film nominiert wurde.

## Fortsetzungen und Adaptionen
1991 erschien die Fortsetzung unter dem Namen Bill & Ted’s verrückte Reise in die Zukunft (Bill & Ted’s Bogus Journey).
Es folgten zwei Fernsehserien unter dem Namen Bill and Ted’s Excellent Adventures. Die eine war eine Cartoon-Serie mit den Stimmen von Keanu Reeves, Alex Winter und George Carlin (1990 bis 1991), die andere war eine Serie mit realen Schauspielern aus dem Jahr 1992, die sich aber nur über sieben Folgen erstreckte. Zudem erschien im Marvel-Verlag in den USA eine Comicreihe mit dem Namen Bill and Ted’s Excellent Comic Book. Für den Game Boy und den Atari Lynx erschien auch ein gleichnamiges Videospiel.
In den Vereinigten Staaten wurde Bill & Ted retten das Universum Ende August 2020 als Video-on-Demand veröffentlicht. In Deutschland lief die zweite Fortsetzung vereinzelt in einigen Kinos. Der Film ist auf deutscher Sprache auch auf diversen Streaming-Plattformen abrufbar.